# 山田勢児
山田 勢児（やまだ せいじ、1932年11月27日 - 2013年2月6日）は、日本の陶芸家。

## 経歴
- 1932年（昭和7年） 岐阜県多治見市生まれ。
- 1950年（昭和25年） 岐阜県多治見工業学校（現在の岐阜県立多治見工業高等学校）卒業。
- 同年、上山製陶入社。
- 父、九一に師事し1965年（昭和40年）に独立。

- 1968年（昭和43年） 可児市山中に半地下穴窯を築く。
- 以降、毎年東京 新宿小田急百貨店で五十数年個展を開催。
- 他に福岡岩田屋、町田小田急百貨店、梅田阪急百貨店、小田原志澤デパート（現在、西武系列）で個展開催。

## 受賞歴
- 日本陶芸展、中日国際陶芸展、日本伝統工芸展、他入選
- 1996年（平成8年） 岐阜県伝統文化継承者顕彰 受賞

## 著書
- 志野の美〜山田勢児の陶芸世界〜(志村明善 著) 文芸社